# Imam Rezas helgedom
Imam Rezas helgedom (persiska: حرم امام رضا, Haram-e Emâm Rezâ), i Mashhad, är en islamisk helgedom. Helgedomen rymmer graven för den åttonde shiaimamen Imam Reza och besöks årligen av cirka 25 miljoner människor. Den är en av de största moskéerna i världen (till den totala ytan noterad som den största), den viktigaste i Iran och präglas av sin gyllene kupol.

## Översikt
Moskéområdet innehåller också Gowharshads moské (från Timur Lenks tid), ett museum, ett bibliotek, fyra seminariesalar en gravplats, Razazi-universitetet för islamisk vetenskap och flera andra byggnader. Hela komplettet fungerar som ett iranskt turistcenter och har beskrivits som "hjärtat i shias Iran; stadens invånare och resenärer brukar hälsa på imamens grav när de ser denna byggnad.
Helgedomen täcker en yta på knapp 27 hektar, medan de sju gårdarna runtom omfattar en yta på ytterligare 33 hektar. Byggnaden, som till stor del täcks av åttakantiga kakelplattor från seldjukisk tid, når 31,2 meters höjd över marken. Den högsta av de sammanlagt tolv minareterna når 70 meters höjd.

## Historik
Helgedomen etablerades på platsen för den lilla byn Sanabad, efter imam Rezas död år 818. Utifrån byn och tack vare närvaron av helgedomen på området har staden Mashhad senare utvecklats till ett regionalt centrum och Irans numera andra stad i storlek. Uppgifter om en dom finns från tidigt 1200-tal.
Byggnaden har vid ett antal tillfällen varit föremål för plundring eller skadegörelse. Efter uzbekisk plundring på 1500-talet försvann guldet från domen, vilket återställdes i samband med shah Abbas I:s renovering inledd 1601.
Helgedomens betydelse för Iran och shia har lett till man 2017 ansökte om att få klassa den som ett världsarv enligt Unesco.
Platsen är välbesökt av både turister och pilgrimer. Enligt en beräkning från 2007 besöks helgedomen årligen av cirka 25 miljoner iranier och icke-iranier.

## Bilder

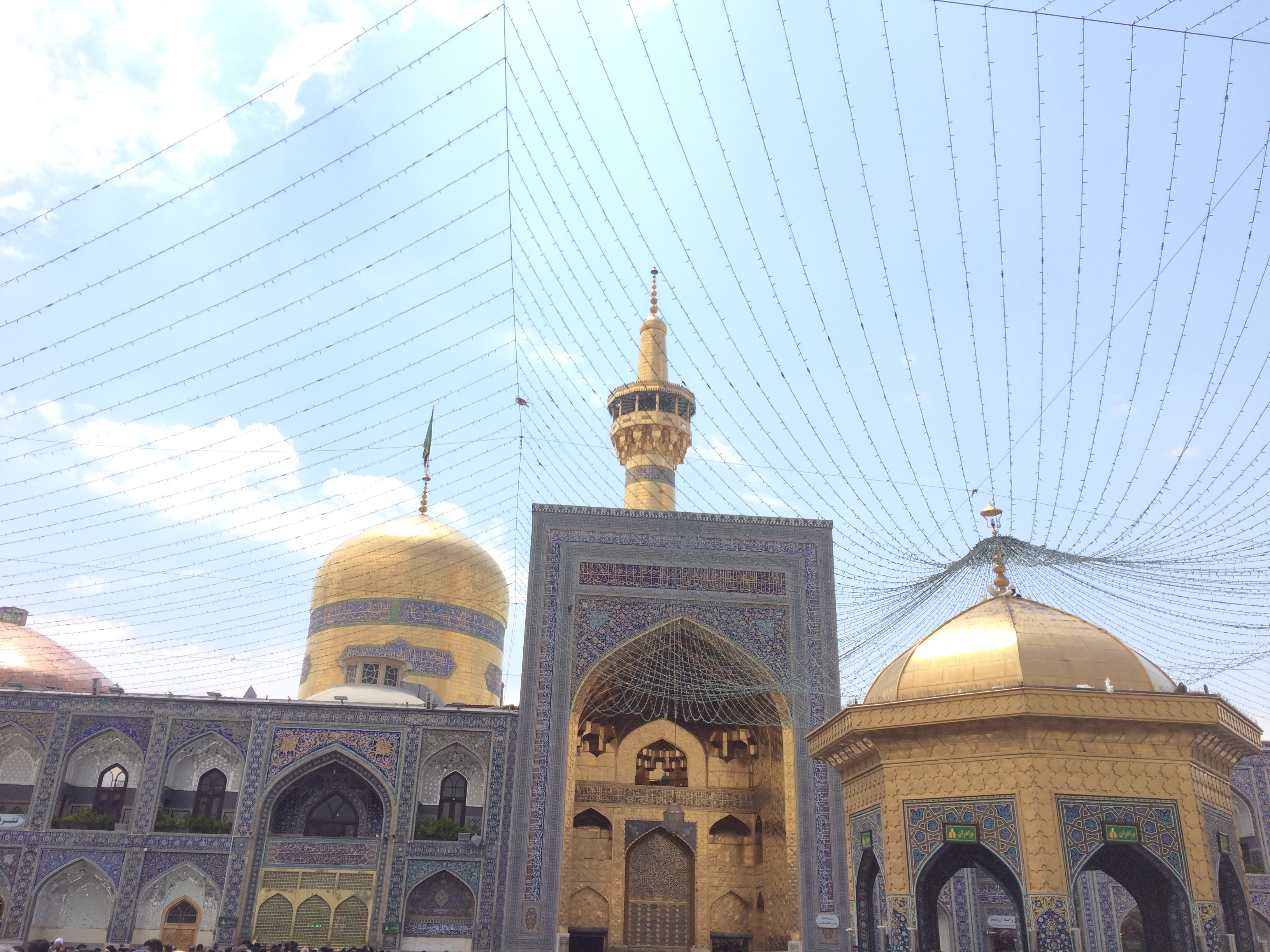
Den gyllene kupolen skådad på gården Sahn-e Enqelab.
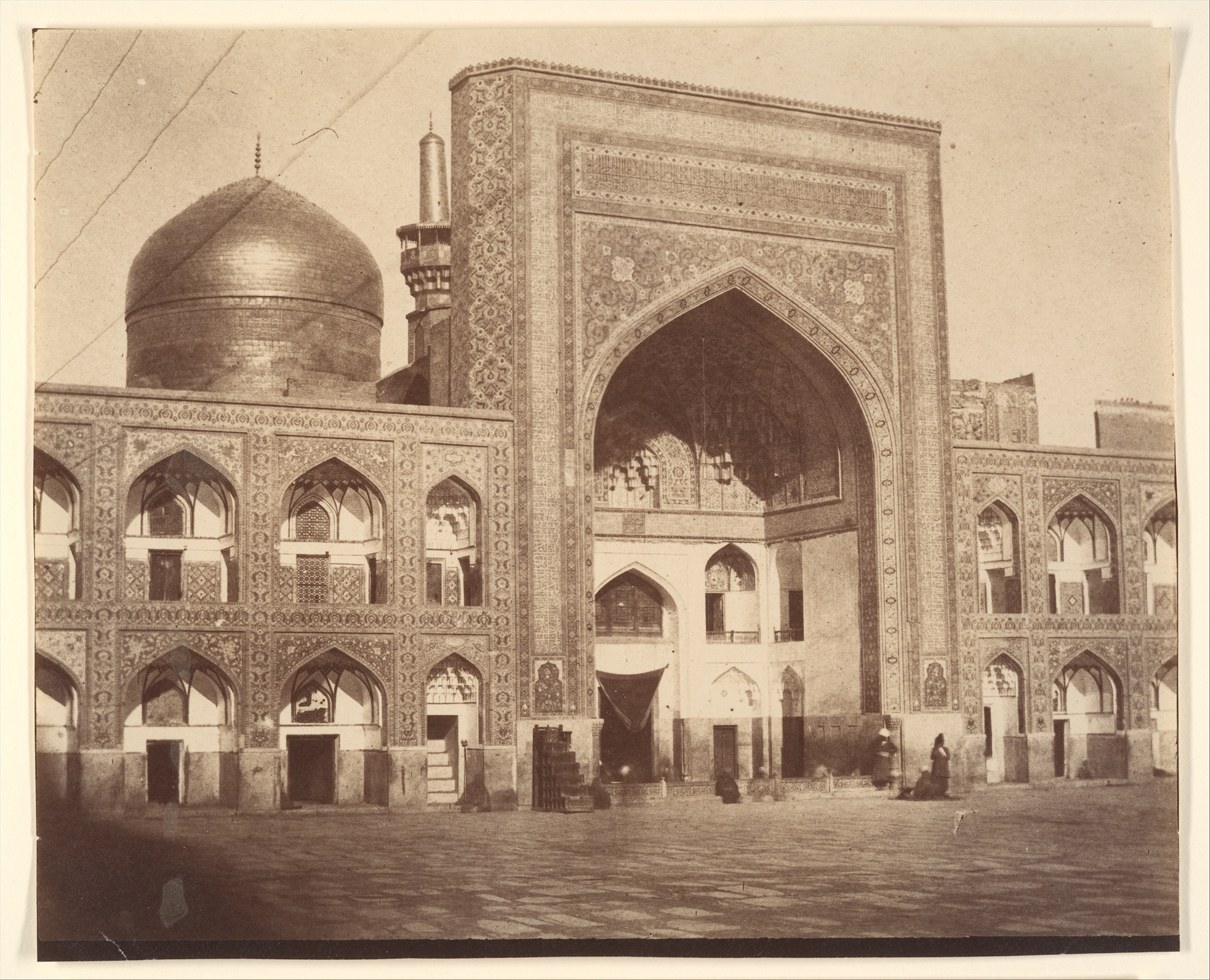
Helgedomen på 1850-talet.
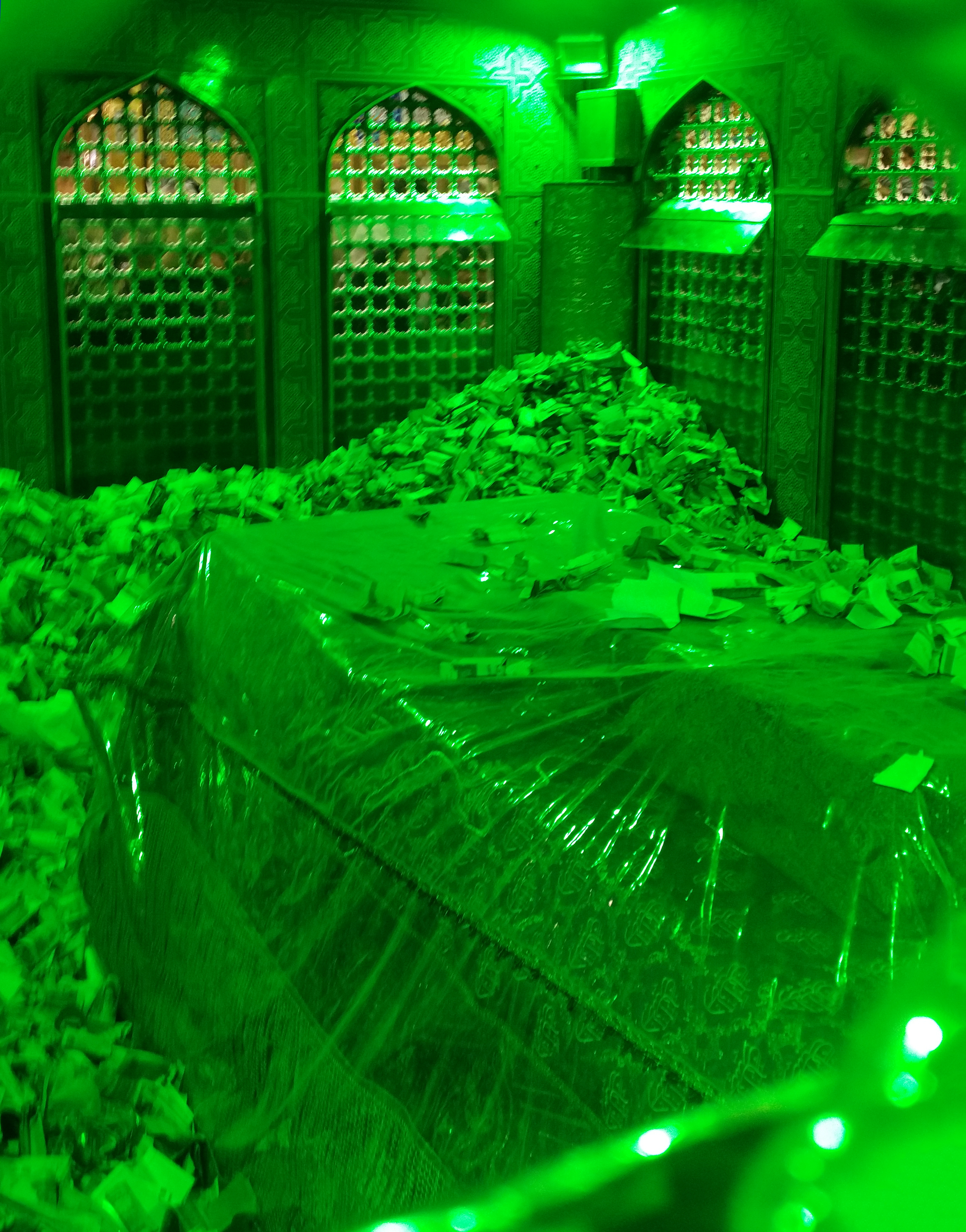
Inuti mausoleet.
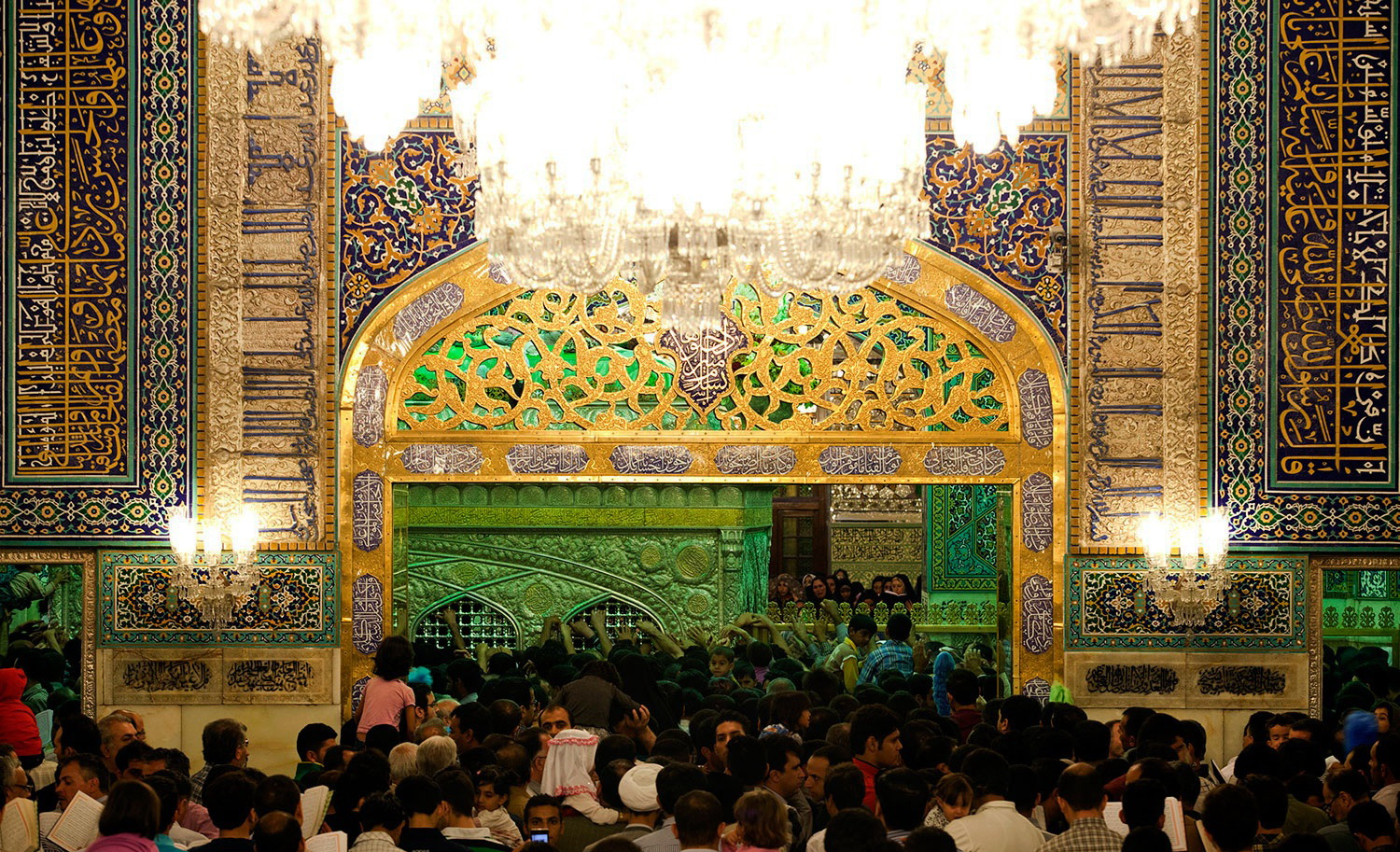
Muslimer besöker mausoleet.
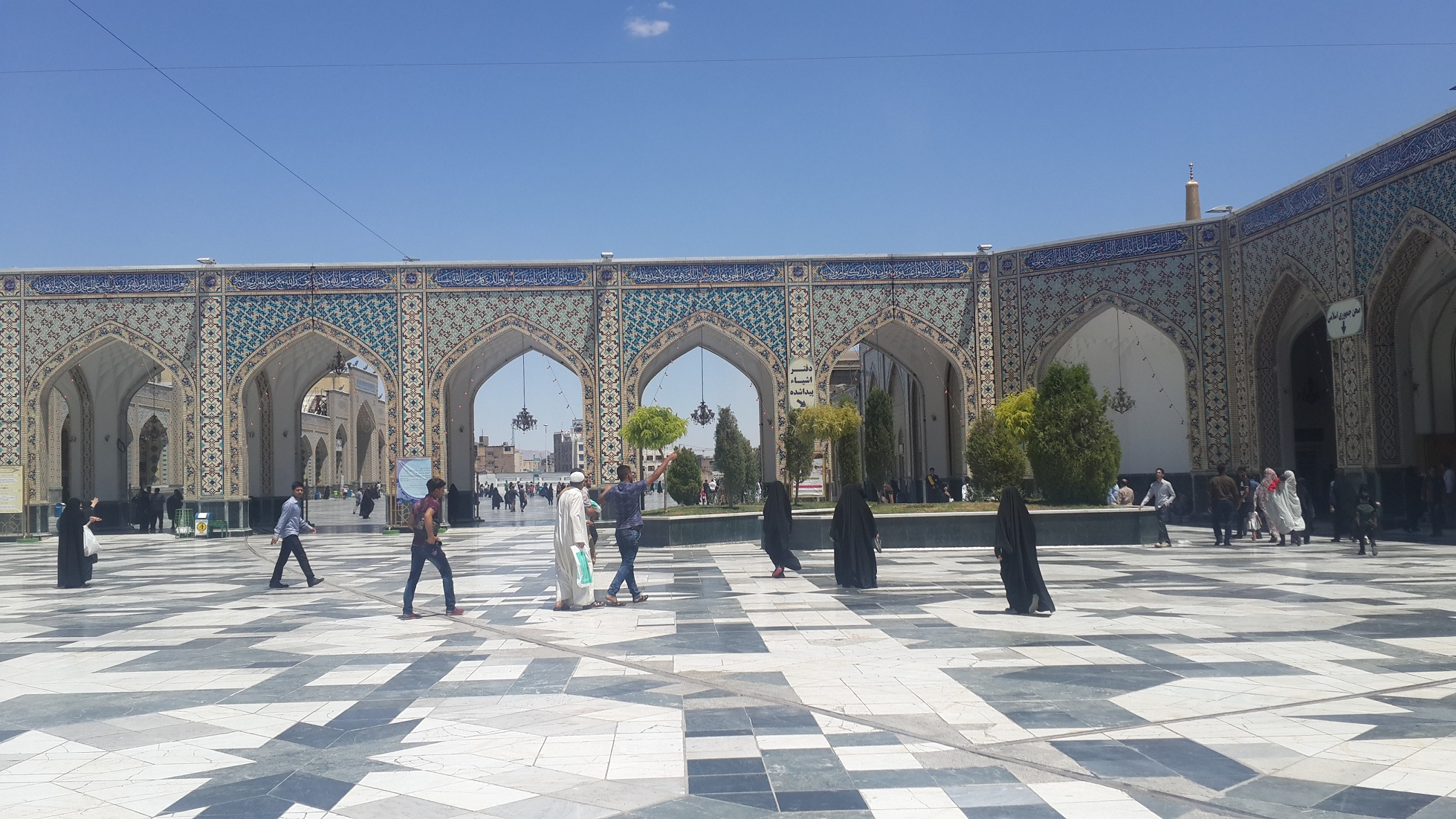
Folk promenerar på en gård i helgedomen.
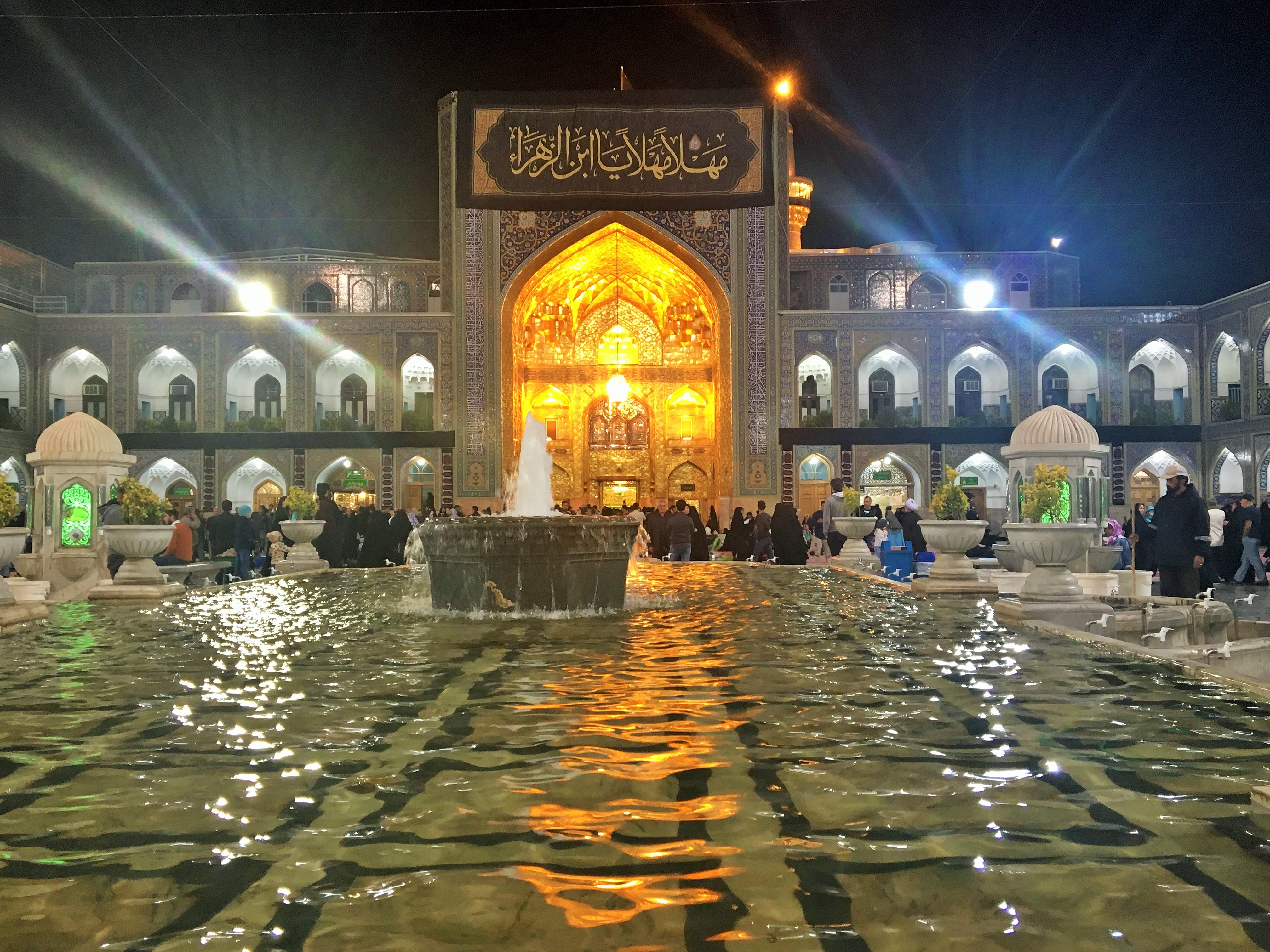
En fontän.
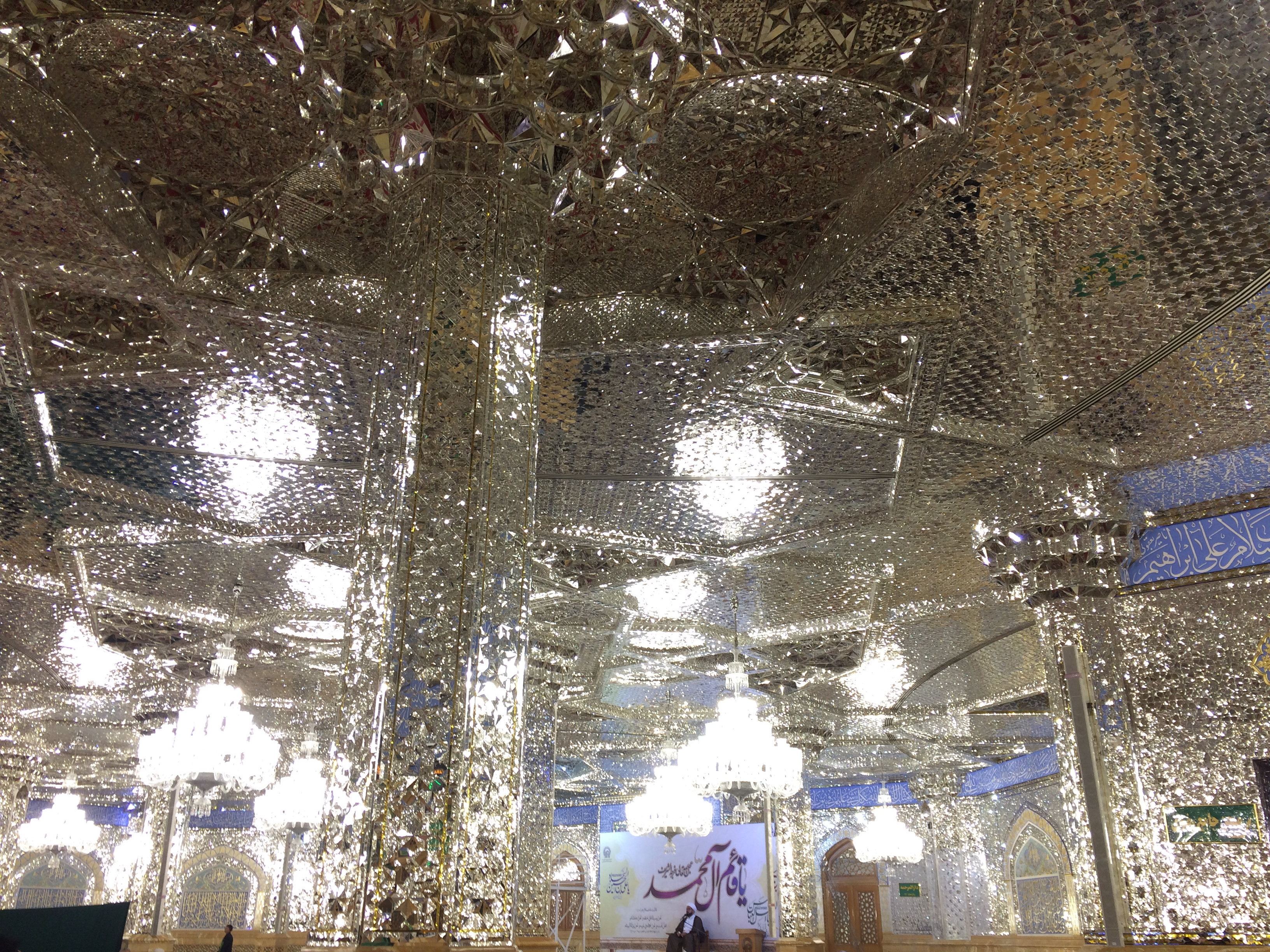
Pelarhallen Dar al-Hujjah.
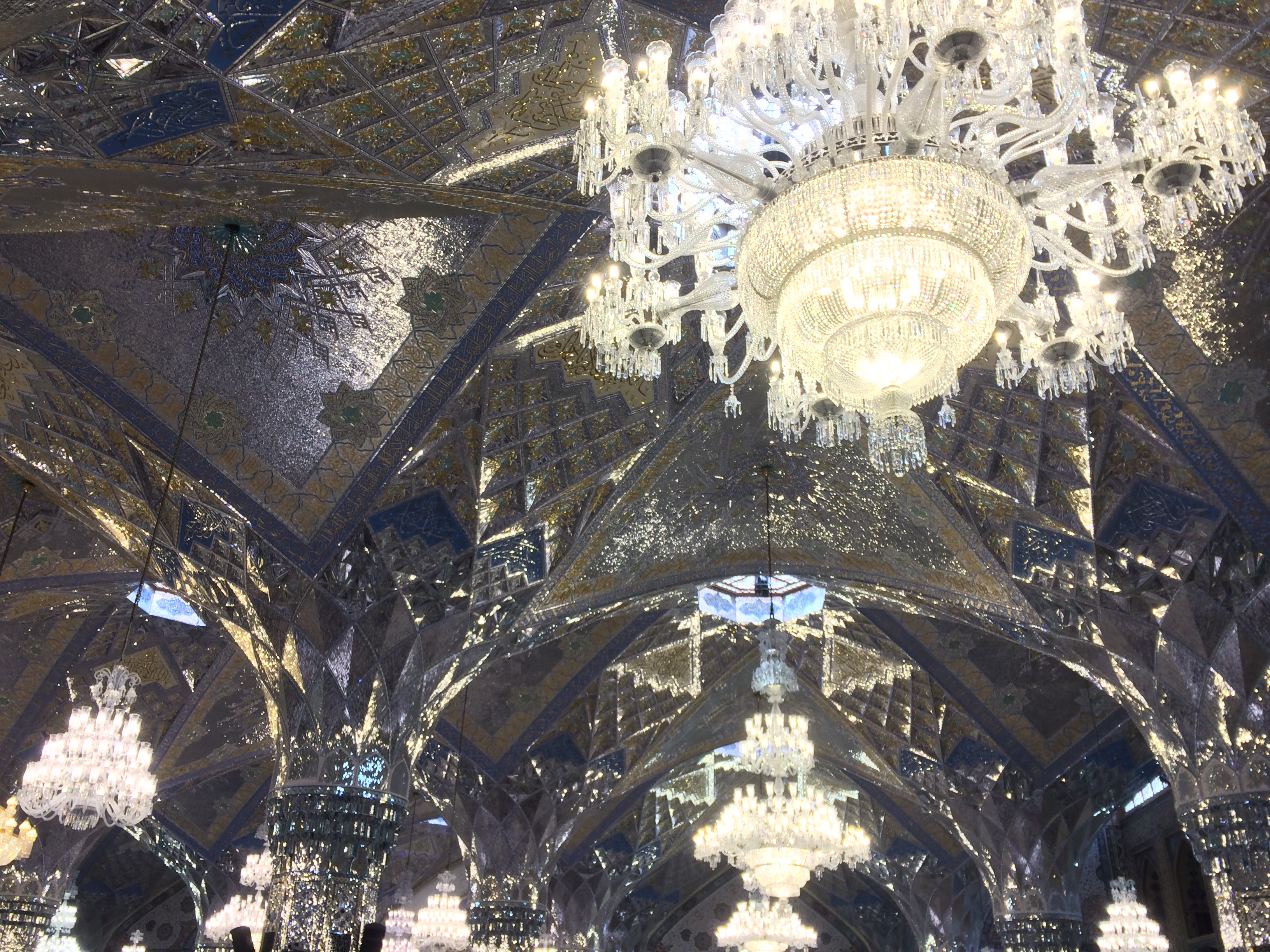
Taket i Sahn-e Imam Khomeini.
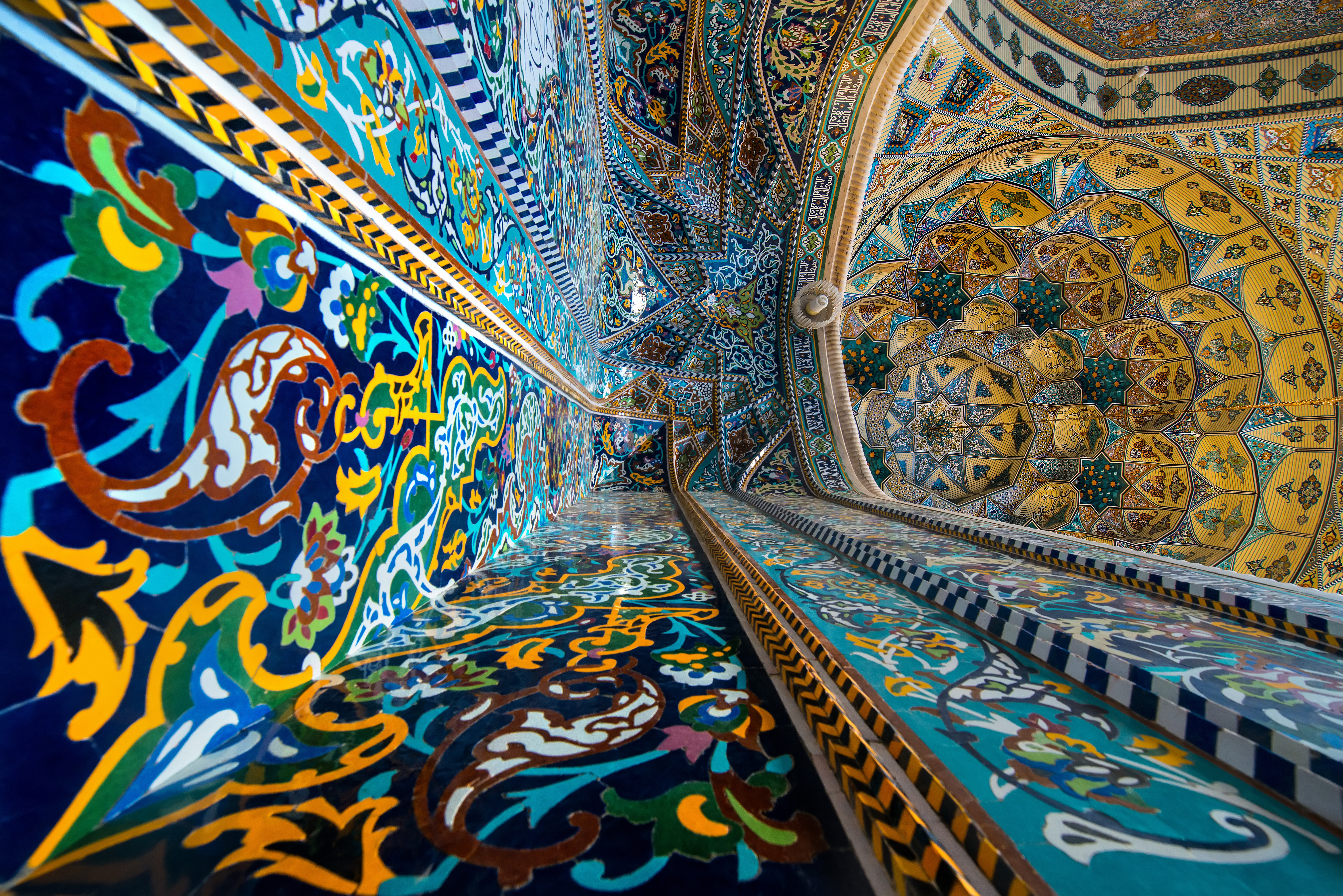
Innertaket i helgedomen.